# كريم أديمي
كريم أديمي (بالألمانية: Karim Adeyemi؛ مواليد 18 يناير 2002) لاعب كرة قدم ألماني يلعب مهاجمًا لنادي بوروسيا دورتموند في الدوري الألماني و‌منتخب ألمانيا.

## الإنجازات
ريد بل سالزبورغ
- الدوري النمساوي: 2019–20، 2020–21
- كأس النمسا: 2019–20، 2020–21

ألمانيا تحت 21 سنة
- بطولة أمم أوروبا تحت 21 سنة: 2021

## وصلات خارجية
- كريم أديمي على موقع الاتحاد الأوربي (الإنجليزية)
- كريم أديمي على موقع إي إس بي إن إف سي (الإنجليزية)
- كريم أديمي على موقع قاعدة بيانات كرة القدم.إي يو (الإنجليزية)
- كريم أديمي على موقع بيانات كرة القدم. دي إي (الألمانية)
- كريم أديمي على موقع ليكيب (الفرنسية)
- كريم أديمي على موقع ناشيونال فوتبول تيمز (الإنجليزية)
- كريم أديمي على موقع Soccerbase.com (لاعب) (الإنجليزية)
- كريم أديمي على موقع Soccerway.com (الإنجليزية)
- كريم أديمي على موقع عالم كرة القدم.نت (الإنجليزية)

خيارات العرض الأولية
يُمكن استخدام وسيط |وضع= لضبط خيارات عرض القالب الأوليّة:
- |وضع=collapsed: {{كريم أديمي|وضع=collapsed}} لإظهار القالب مطويًّا، بمعنى إخفاء محتوياته ما عدا الشريط الخاص بالعنوان.
- |وضع=expanded: {{كريم أديمي|وضع=expanded}} لإظهار القالب ممتدًّا، بمعنى إظهاره كاملًا.
- |وضع=autocollapse: {{كريم أديمي|وضع=autocollapse}}
  - لإظهار القالب مطويًّا إلى شريط العنوان إذا وُجِد قالب {{وصلات قالب}}، أو قالب {{شريط جانبي}} أو أي جدول يستخدم متغيّر مطوي في الصفحة.
  - لإظهار القالب في وضع الممتد إذا لم يكن هنالك أي عنصر مطوي في الصفحة.

إذا كان وسيط |وضع= غير مضبوطٍ؛ فإن العرض الأولي للقالب يأخذ الوضع من وسيط |افتراضي= في القالب. وضع هذا القالب الحالي مضبوط على autocollapse.
- أدوات مساعدة: تفقد استخدام الوصلات للقالب